# Terytorium Stołeczne Delhi

Podział administracyjny Narodowego Terytorium Stołecznego Delhi

Narodowe Terytorium Stołeczne Delhi lub samo Delhi (hindi: राष्ट्रीय राजधानी क्षेत्र दिल्ली, दिल्ली, trb.: Rasztrij Radźadhani Kszetr Dilli, Dilli, trl.: Rāṣṭrīy Rājadhānī Kṣetr Dillī, Dillī; pendżabski: ਦਿੱਲੀ; urdu: دہلی; ang. National Capital Territory of Delhi (NCT), Delhi) – jedna z jednostek administracyjnych Indii, utworzona wokół stolicy kraju. W skład terytorium Delhi wchodzą trzy miasta: Delhi będące stolicą terytorium (1 397 km² powierzchni), Nowe Delhi będące stolicą Indii (43 km²) i Delhi Cantonment (43 km²). Administracyjnie terytorium podzielone jest na 9 dystryktów (podział na dystrykty nie pokrywa się z podziałem na miasta), zajmuje powierzchnię 1483 km² i mieszka w nim 16 787 941 osób (dane ze spisu powszechnego z 2011).
Narodowe Terytorium Stołeczne Delhi powstało w 1991 w wyniku zmiany statusu dotychczasowego terytorium związkowego Delhi na status specjalny, bardziej zbliżony do statusu stanu. W przeciwieństwie do stanów, które posiadają własne autonomiczne rządy regionalne i terytoriów związkowych rządzonych bezpośrednio przez rząd federalny, Narodowe Terytorium Stołeczne posiada rząd regionalny z premierem, którego kompetencje są częściowo ograniczane przez rząd federalny. Władze terytorium dążą do jego przekształcenia w pełnoprawny stan. Narodowe Terytorium Stołeczne Delhi wraz z przyległymi dystryktami sąsiednich stanów tworzy Narodowy Region Stołeczny Delhi.